# Мандлик, Август
Август Мандлик (нем. August Mandlick; 3 июля 1860, Вена — 1 июня 1934, Вена) — австрийский художник и гравёр. Брат пианистки Адели Мандлик.
Учился в академиях художеств Вены и Мюнхена. Приобрёл известность, прежде всего, как иллюстратор — в том числе благодаря участию в мюнхенском юмористическом иллюстрированном еженедельнике Fliegende Blätter. С иллюстрациями Мандлика выходил также пользовавшийся исключительной популярностью на рубеже XIX—XX веков (76 изданий к 1917 году) роман для девочек Эмми фон Роден «Упрямица» (нем. Der Trotzkopf).